# Рено, Жан (политик)
Жан-Жак Эрнест Рено (фр. Jean-Jacques Ernest Renaud; 18 мая 1880, Тулуза — 5 мая 1952, Париж) — французский военный, литератор, журналист и ультраправый политик. Участник Первой мировой войны. Автор ряда сочинений в жанре «колониального романа». Националист и антикоммунист, лидер «мятежной лиги» Французская солидарность. В годы немецкой оккупации коллаборационист-вишист.

## Военная служба, литература, журналистика
Родился в офицерской семье с давними военными традициями. После школы окончил военное училище, по военной специальности — офицер артиллерии. Служил в контингентах колониальных войск в Дагомее, Марокко, Лаосе. Был офицером для поручений при генерал-губернаторе Французского Индокитая Альбере Сарро.
В марте 1914 получил звание капитана. Участвовал в Первой мировой войне. В звании начальника эскадрона, эквивалентном майору, командовал артиллерийской батареей. Служил при штабе бригады. В 1915 награждён орденом Почётного легиона.
Ещё до войны Жан Рено занялся литературой. Написал несколько произведений в жанре «колониального романа» — в индокитайской, африканской и военной тематики. В 1931 получил премию в номинации колониальной литературы.
Первые годы после войны Жан Рено жил в Касабланке, работал в газете La Presse Marocaine. Сотрудничал с журналом Марселя Бюкара Les Etincelles и газетой Франсуа Коти L’Ami du Peuple. Бюкар и Коти занимали ультраправые политические позиции.

## Лидер «Французской солидарности»
Жан Рено был убеждённым французским националистом, бонапартистом и жёстким антикоммунистом. Для него был также характерен культ французской военной традиции, национал-романтизм, приверженность авторитарному порядку, ставка на силовые решения. Антимарксизм в его воззрениях пересекался с антисемитизмом. Рено не придерживался идеологии фашизма и тем более нацизма, но открыто симпатизировал фашистской Италии, с энтузиазмом воспринял приход национал-социалистов к власти в Германии, восхищался Муссолини и Гитлером.
В начале 1933 Жан Рено включился в очередной политический проект Франсуа Коти и занял пост генерального секретаря «мятежной лиги» Французская солидарность (SF). После смерти Коти в июле 1934 Рено стал президентом и единоличным руководителем SF. Под его руководством «Французская солидарность» заняла особое место среди французских крайне правых. Среди членов SF преобладали представители социальных низов. В идеологии и пропаганде важное место занимал социальный популизм, экономические требования бедноты, лозунги плебисцитарности, нападки на финансовый капитал. Установки на авторитарность, профашистская агитация сочетались с призывами к защите республики и «принципов 1789 года».
Жан Рено не был глубоким политическим мыслителем или стратегом. Идеологическая доктрина и политическая программа SF оставались непроработаны. Интеллектуалы не уживались в SF из-за вождистских амбиций Рено. Однако он был способным организатором и довольно харизматичным оратором. Яростный пафос его выступлений привлекал аудиторию. Публичные демонстрации и акции силовых групп давали заметный эффект. По оценкам историков, «бедность доктрины компенсировалась шумным насилием».
«Французская солидарность» считалась фашистской организацией. Рено призывал к «национальной революции, народной диктатуре, беспощадному правосудию». Активисты SF участвовали в мятеже 6 февраля 1934. Однако, при всех симпатиях к итальянскому фашизму и Третьему рейху, сам Рено фашистом не являлся и отрицал такую характеристику. Он был слишком проникнут французской традицией и культурой, чтобы воспринять какую-либо иностранную идеологию.
В 1934 Жан Рено заключил коалиционное соглашение с лидером Патриотической молодёжи Пьером Теттенже, был учреждён Национальный фронт. На выборах 1936 Рено баллотировался в Национальное собрание. Серьёзный резонанс имело его программное выступление на предвыборном митинге в парижском концертном зале Ваграм. Однако он не был избран депутатом. Резко выступал против победившего Народного фронта. Обличал премьера-социалиста Леона Блюма как марксиста и еврея.
Правительственное давление вынудило в 1935 переформатировать «мятежную лигу» SF в Партию французской солидарности, затем в Национальную корпоративистскую республиканскую партию (PNCR). В 1936 SF/PNCR была распущена правительственным указом. Рено переучредил структуру в Партию французского объединения, с 1937 — в Партию французских фасций (PFF). Однако «Французская солидарность» не была приспособлена к партийному формату и в 1939 деятельность PFF прекратилась.

## В Виши и после войны
Логика занятой позиции, особенно в части антисемитизма, привела Жана Рено к коллаборационистскому выбору в 1940-х. В период немецкой оккупации Рено поддерживал маршала Петэна и служил в пропагандистском аппарате режима Виши. Как бывший колониальный офицер он консультировал вишистское правительство по африканским делам. Восстановленная PFF имела представительство в Алжире.
После освобождения Франции Рено был привлечён к судебной ответственности. Однако он не обвинялся в военных преступлениях и не отбывал тюремного заключения. Вернулся к литературной деятельности, в частности, описал ситуацию в Виши времён политической агонии. Скончался незадолго до своего 72-летия.